# Perniö
Perniö (in svedese Bjärnå) è stato un comune finlandese di 6 001 abitanti, situato nella regione del Varsinais-Suomi. Il comune è stato soppresso nel 2009.